# العلاقات البريطانية الإندونيسية
العلاقات البريطانية الإندونيسية هي العلاقات الثنائية التي تجمع بين المملكة المتحدة وإندونيسيا.

## مقارنة بين البلدين
هذه مقارنة عامة ومرجعية للدولتين:
| وجه المقارنة                                              | المملكة المتحدة                 | إندونيسيا         |
| --------------------------------------------------------- | ------------------------------- | ----------------- |
| المساحة (كم2)                                             | 242.50 ألف                      | 1.90 مليون        |
| عدد السكان (نسمة)                                         | 66.02 مليون                     | 263.99 مليون      |
| الكثافة السكانية (ن./كم²)                                 | 272.25                          | 138.94            |
| العاصمة                                                   | لندن                            | جاكرتا            |
| اللغة الرسمية                                             | لغة إنجليزية، اللغة الويلزية    | اللغة الإندونيسية |
| العملة                                                    | جنيه إسترليني                   | روبية إندونيسية   |
| الناتج المحلي الإجمالي (بليون دولار)                      | 2.62 تريليون                    | 1.02 تريليون      |
| الناتج المحلي الإجمالي (تعادل القوة الشرائية) بليون دولار | 2.72 تريليون                    | 2.85 تريليون      |
| الناتج المحلي الإجمالي الاسمي للفرد دولار أمريكي          | 43.88 ألف                       | 3.35 ألف          |
| الناتج المحلي الإجمالي للفرد دولار أمريكي                 | 40.23 ألف                       | 10.52 ألف         |
| مؤشر التنمية البشرية                                      | 0.907                           | 0.684             |
| رمز المكالمات الدولي                                      | +44                             | +62               |
| رمز الإنترنت                                              | .uk، .gb                        | .id               |
| المنطقة الزمنية                                           | توقيت غرينيتش، توقيت غرب أوروبا |                   |

## مدن متوأمة
في ما يلي قائمة باتفاقيات التوأمة بين مدن بريطانية وإندونيسية:
- ترتبط مانشستر مع فلمبان باتفاقية توأمة منذ 1983.
- ترتبط نيوكاسل أبون تاين مع سينغكوانغ باتفاقية توأمة منذ 2003.[17][17]
- ترتبط لندن مع جاكرتا باتفاقية توأمة منذ 2015.[18][18][18][18]

## منظمات دولية مشتركة
يشترك البلدان في عضوية مجموعة من المنظمات الدولية، منها:
| علم المنظمة | اسم المنظمة                               | تاريخ انضمام المملكة المتحدة | تاريخ انضمام إندونيسيا |
| ----------- | ----------------------------------------- | ---------------------------- | ---------------------- |
|             | بنك التنمية الآسيوي                       | 1966                         | 1966                   |
|             | وكالة ضمان الاستثمار متعدد الأطراف        | 12 أبريل 1988                | 12 أبريل 1988          |
|             | الأمم المتحدة                             | 24 أكتوبر 1945               | 28 سبتمبر 1950         |
|             | الفريق المعني برصد الأرض                  | ?                            | ?                      |
|             | مجموعة العشرين                            | 26 سبتمبر 1999               | ?                      |
|             | منظمة حظر الأسلحة الكيميائية              | ?                            | ?                      |
|             | منظمة التجارة العالمية                    | 1995                         | ?                      |
|             | منظمة الشرطة الجنائية الدولية             | ?                            | 5 أكتوبر 1954          |
|             | مؤسسة التنمية الدولية                     | 24 سبتمبر 1960               | 20 أغسطس 1968          |
|             | يونسكو                                    | 4 نوفمبر 1946                | 27 مايو 1950           |
|             | الاتحاد البريدي العالمي                   | ?                            | ?                      |
|             | البنك الدولي للإنشاء والتعمير             | 27 ديسمبر 1945               | 13 أبريل 1967          |
|             | المنظمة الهيدروغرافية الدولية             | ?                            | ?                      |
|             | الاتحاد الدولي للاتصالات                  | 24 فبراير 1871               | 1949                   |
|             | مؤسسة التمويل الدولية                     | 20 يوليو 1956                | 23 أبريل 1968          |
|             | المركز الدولي لتسوية المنازعات الاستشارية | 18 يناير 1967                | 28 أكتوبر 1968         |

## وصلات خارجية
- موقع وزارة الخارجية البريطانية
- موقع وزارة الخارجية الإندونيسية